# بیلی کروک (بازیکن فوتبال اهل انگلستان)
بیلی کروک (انگلیسی: Billy Crook; ۷ ژوئن ۱۹۲۶ – ۲۹ مهٔ ۲۰۱۱) بازیکن فوتبال اهل بریتانیا بود.
از باشگاه‌هایی که در آن بازی کرده‌است می‌توان به باشگاه فوتبال ولورهمپتون واندررز و باشگاه فوتبال والسال اشاره کرد.